# بیسنتی
بیسنتی (به ایتالیایی: Bisenti) یک کومونه در ایتالیا است که در استان تیرامو واقع شده‌است.

## خصوصیات
بیسنتی ۳۰ کیلومترمربع مساحت و ۲٬۰۶۱ نفر جمعیت دارد و ۲۷۴ متر بالاتر از سطح دریا واقع شده‌است.